# Potentilla lyngei
Potentilla lyngei — вид трав'янистих рослин родини розові (Rosaceae), зростає на архіпелазі Шпіцберген і Північноєвропейській Росії.

## Опис
Це багаторічні поодинокі трави з центральним коренем; основне стебло товсте, деревне; нерозгалужений або розгалужений каудекс на рівні землі. Каудексові гілки густо вкриті червоно-коричневими залишками прилистків і черешків. Більшість листів базальні. Квіткові стебла поодинокі або буває кілька бічних, вони висхідні й до 15 (20) см завдовжки. Листя чергове. Прикореневі листки до 8(12) см завдовжки. Черешки до 7 см, щільно вкриті білим волоссям. Прилистки ланцетні, гострі, прирослі до черешків. Листові пластини 3.5–4.5(5.0) × 1.5–2.5(3.0) см, оберненояйцевидих обрисів, перисті, сірувато-зеленого кольору на верхній поверхні, від сірого до білого — на нижній поверхні (через різницю в щільності волосся), з білими, м'якими, шовковистими волосками. Листових фрагментів (5)7 у 2–3 парах.
Суцвіття 1–2(4)-квіткові. Квітконіжки прямі, 2–4 см у фазі цвітіння, не подовжуються сильно в стадії плодоношення, без або майже без залоз. Квіти радіально симетричні, помірно великі, 1.5–1.8 см в діаметрі, з 5 підчашковими приквітками, чашолистками й пелюстками. Підчашкові приквітки 3.5–4.5 × 0.6–1.0 мм, коротші за чашолистки, лінійні або вузько еліптичні, тупі або підгострі. Чашолистки 4–6 × 1.8–2.2 мм, вузько трикутні, тупі або підгострі. Пелюстки 6–9 × 6–9 мм, приблизно в 1.5 разів довші за чашолистки, оберненосерцевиді, більш-менш перекриваються, жовті. Тичинок приблизно 20. Плодолистки вільні, приблизно 30–50. Плодів часто 30–40 на квітку.

## Відтворення
Розмноження насінням; немає вегетативного розмноження. Порівняно великі квітки пристосовані до запилення комахами. Не відомо чи статеве чи безстатеве утворення насіння, або обидва. Немає спеціальних пристосувань для поширення насіння.

## Поширення
Європа (Шпіцберген, північноєвропейська Росія). 
На Шпіцбергені населяє сухі південні осипові схили на вапняній скелі. 